# Aufseßhöflein (Bamberg)

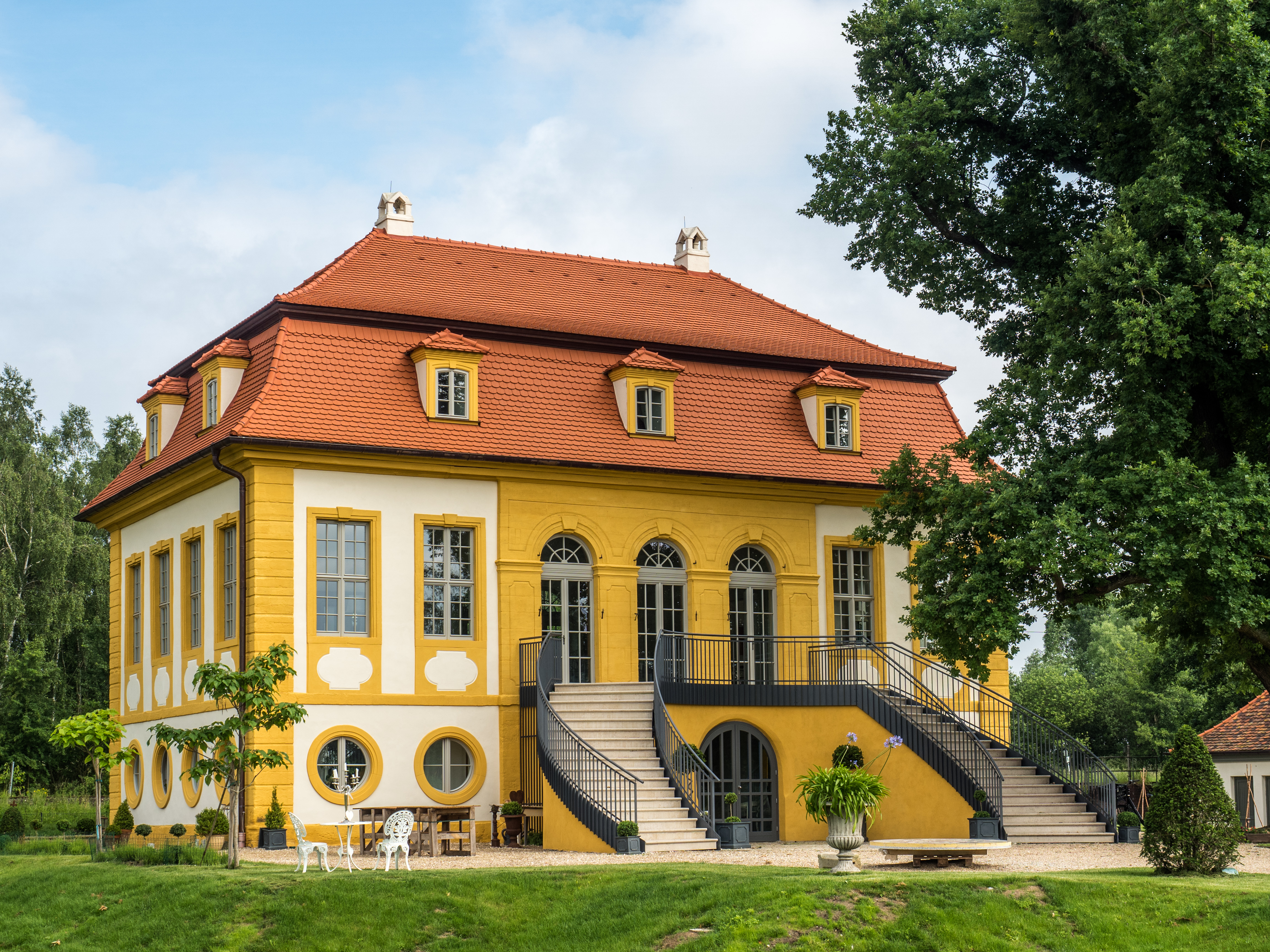
Aufseßhöflein

L'Aufseßhöflein à Bamberg, une ville bavaroise de Haute-Franconie, a été construit entre 1723 et 1728. L'ancien palais des plaisirs (folie) est un monument architectural protégé.

## Histoire
Le jardin baroque a été construit par Johann Dientzenhofer pour Philipp Friedrich von Aufseß (1691-1743) sur le site d'un bâtiment précédent qui était alors encore entouré de lacs. Un intérieur coûteux de style rococo a créé des problèmes financiers, qui ont entraîné un déclin progressif à partir de 1760 environ. Initialement loué à d'anciens serviteurs des Aufseß et dévasté lors des guerres napoléoniennes, il fut vendu à une famille de jardiniers en 1839. La propriété a été utilisée pour l'agriculture, les étangs ont été asséchés, le hall au fenil et le poulailler. Au XIXe siècle, des voies ferrées ont été tracées à proximité de la propriété, et vers 1941 un projet de démolition en faveur de l'extension de la ligne a suscité des protestations parmi la population. Lorsqu'il a été inscrit sur la liste des monuments protégés en 1953, le bien n'était plus "à sauvegarder comme monument sans une mise de fonds très importante (...)". Vers l'an 2000, le dernier descendant du jardinier dut quitter le bâtiment, laissé à l'abandon depuis des décennies. Une sauvegarde d'urgence a suivi et plusieurs tentatives de sauvetage infructueuses avant que la propriété ne soit restaurée de manière exemplaire par de nouveaux propriétaires entre 2012 et 2015.
Le 30 novembre 2015, le Premier ministre bavarois Horst Seehofer a décerné à la famille propriétaire le prix spécial du Prix fédéral de l'artisanat pour la préservation des monuments .
Le palais est ouvert au public depuis sa rénovation. Des événements culturels et des mariages ont lieu régulièrement dans la salle de bal.

## Description
La structure du toit en mansarde de deux étages s'élève au-dessus d'un sous-sol avec des fenêtres rondes. Les chambres splendides sont stuquées dans le style rococo avec des bandes et des motifs d'oiseaux au plafond et aux murs. Avec la restauration, un escalier extérieur représentatif à deux volées a été ajouté.

## Littérature
- Annette Faber : L'Aufseßhöflein aux portes de la ville du patrimoine mondial de Bamberg. Dans : Monument Preservation Information n° 163, mars 2016, p. 14-18 ( édition en ligne).

## Liens web
- www.aufsesshoeflein.de - Présence Internet mise en place par les propriétaires